# Echinocereus pectinatus
Echinocereus pectinatus là một loài thực vật có hoa trong họ Cactaceae. Loài này được (Scheidw.) Engelm. mô tả khoa học đầu tiên năm 1848.
Đây là loài đặc hữu của Chihuahua và Sonora ở Mexico và Arizona, New Mexico và Texas ở Hoa Kỳ. Nó là một loài phổ biến trong khu vực địa phương.

## Hình ảnh

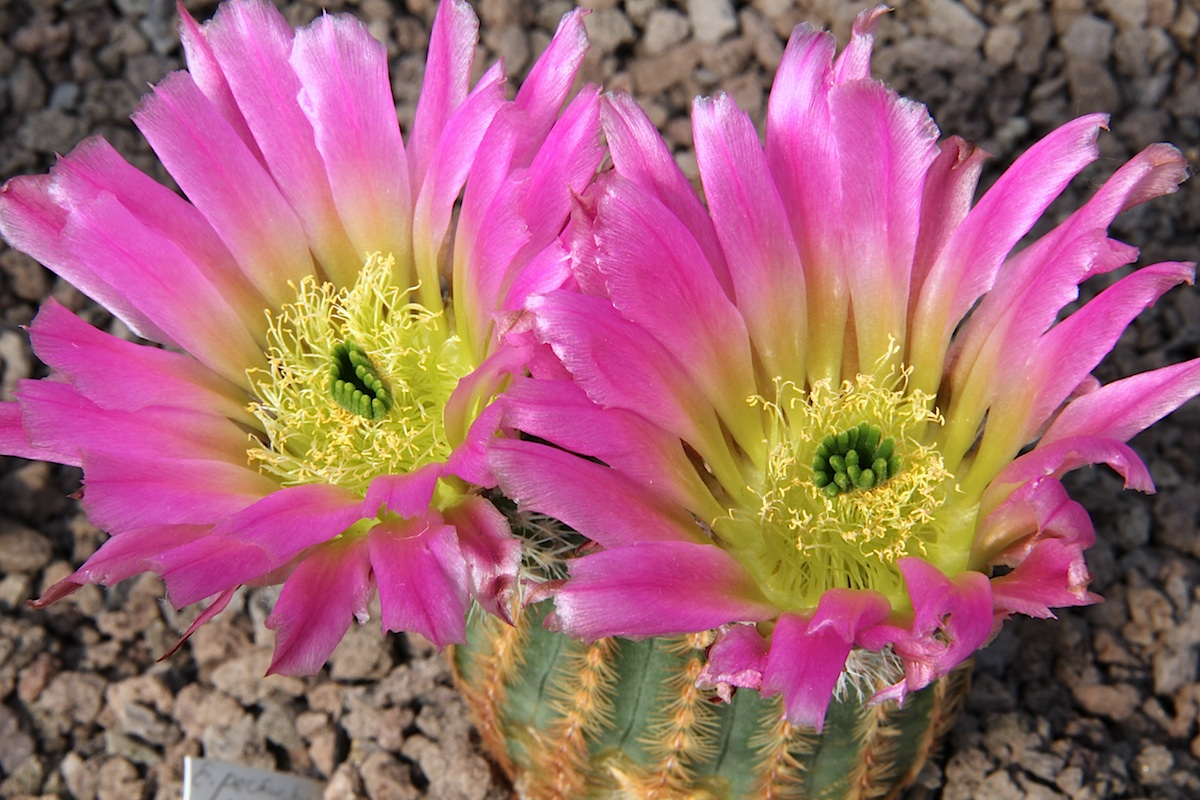
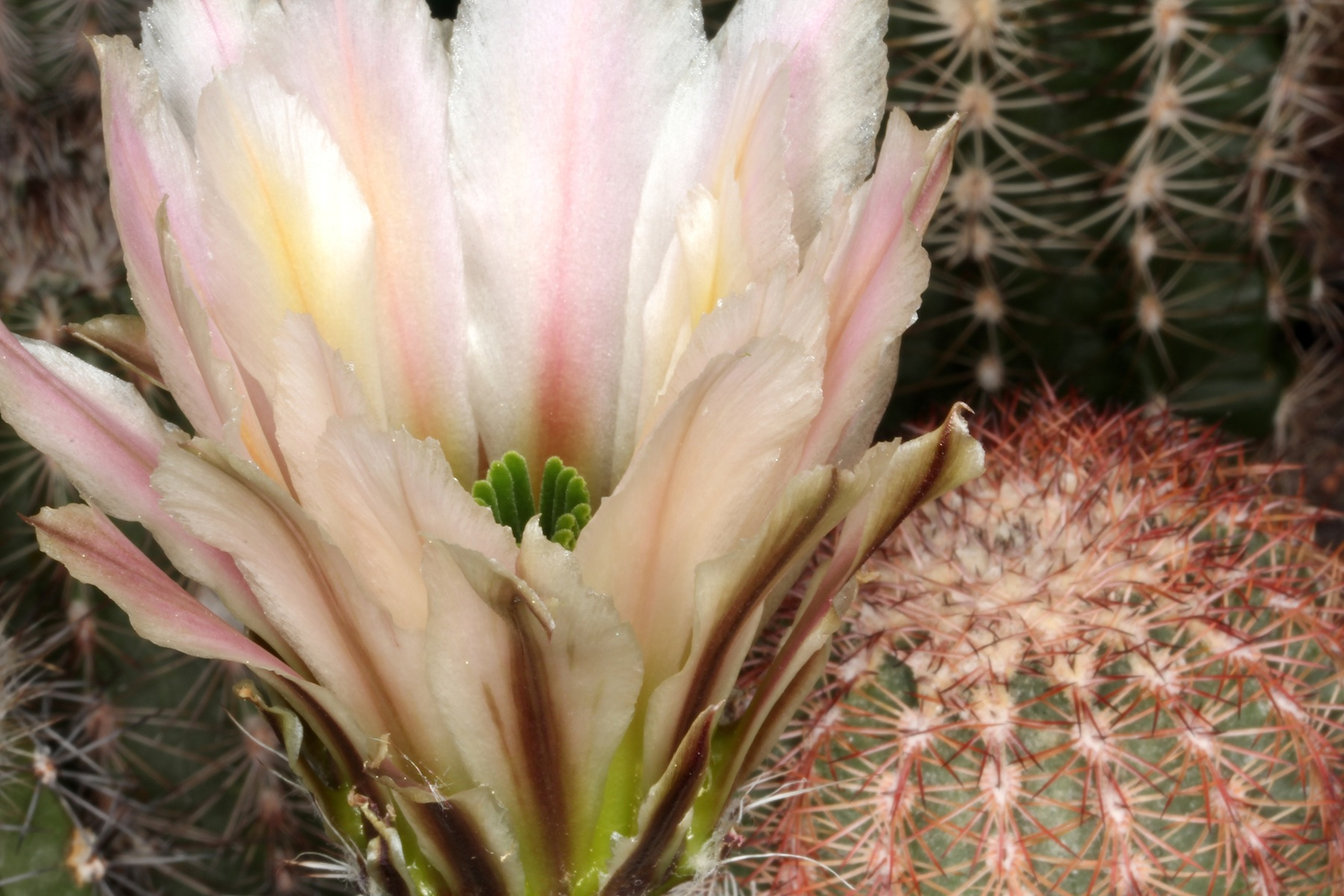
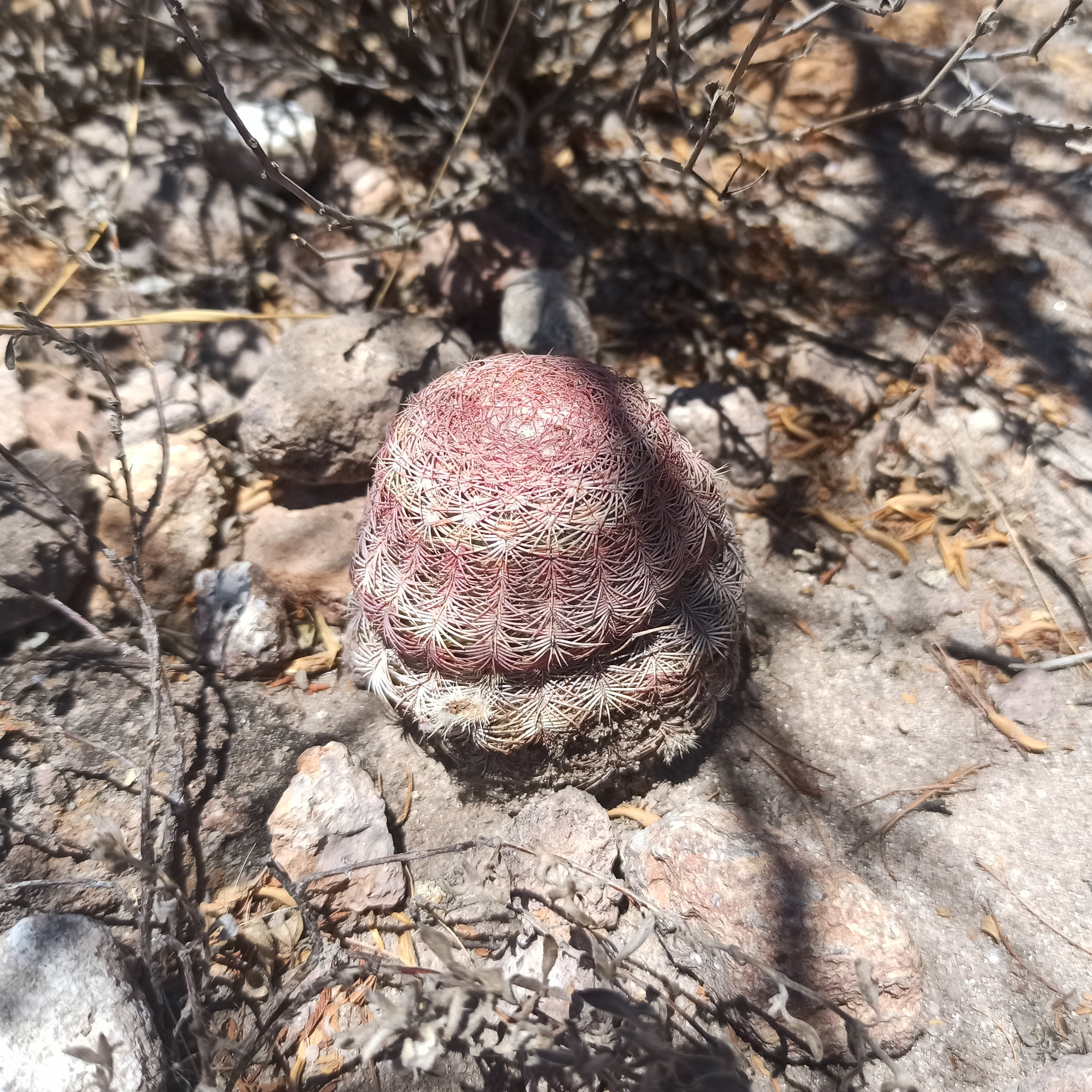
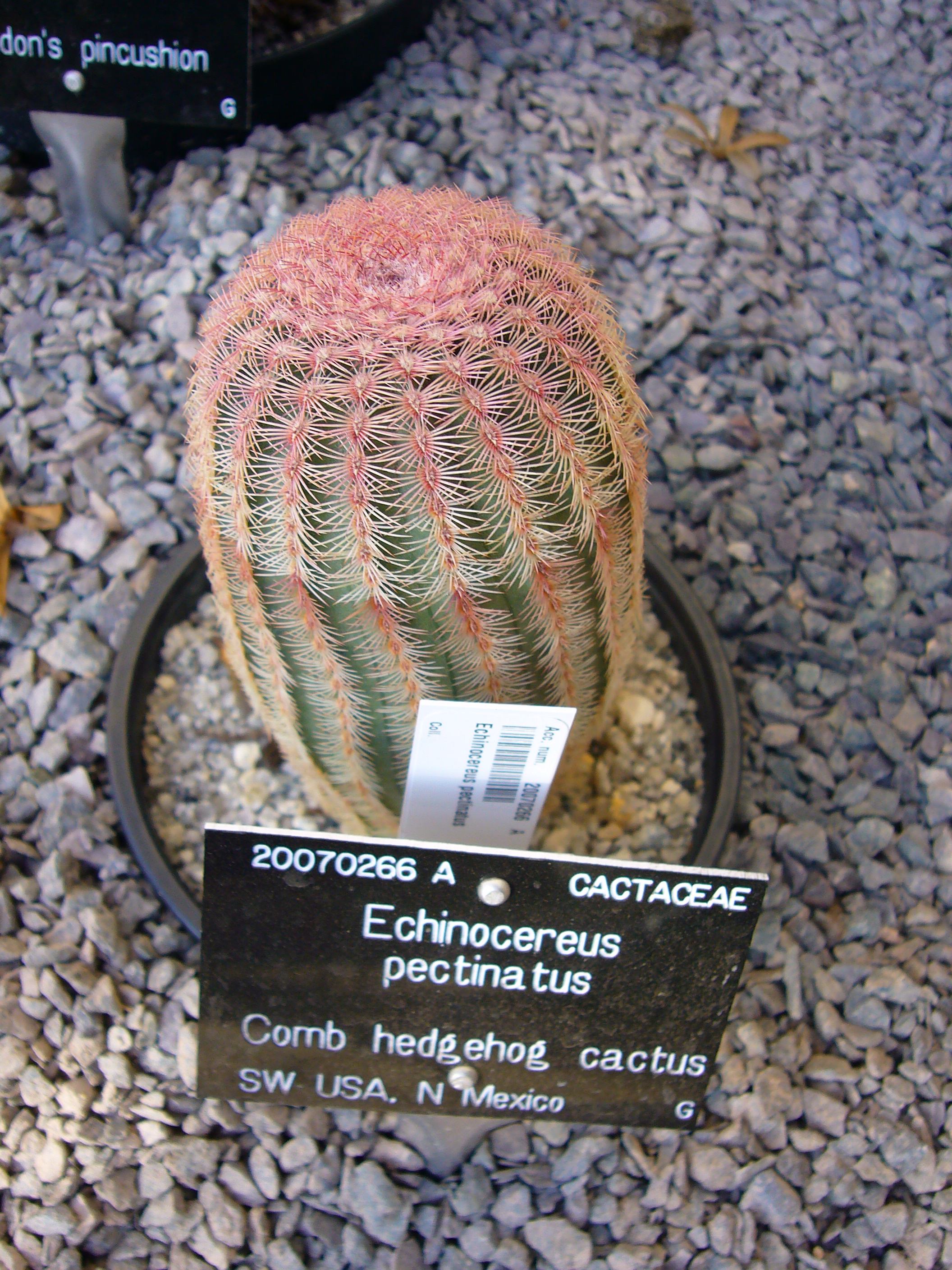
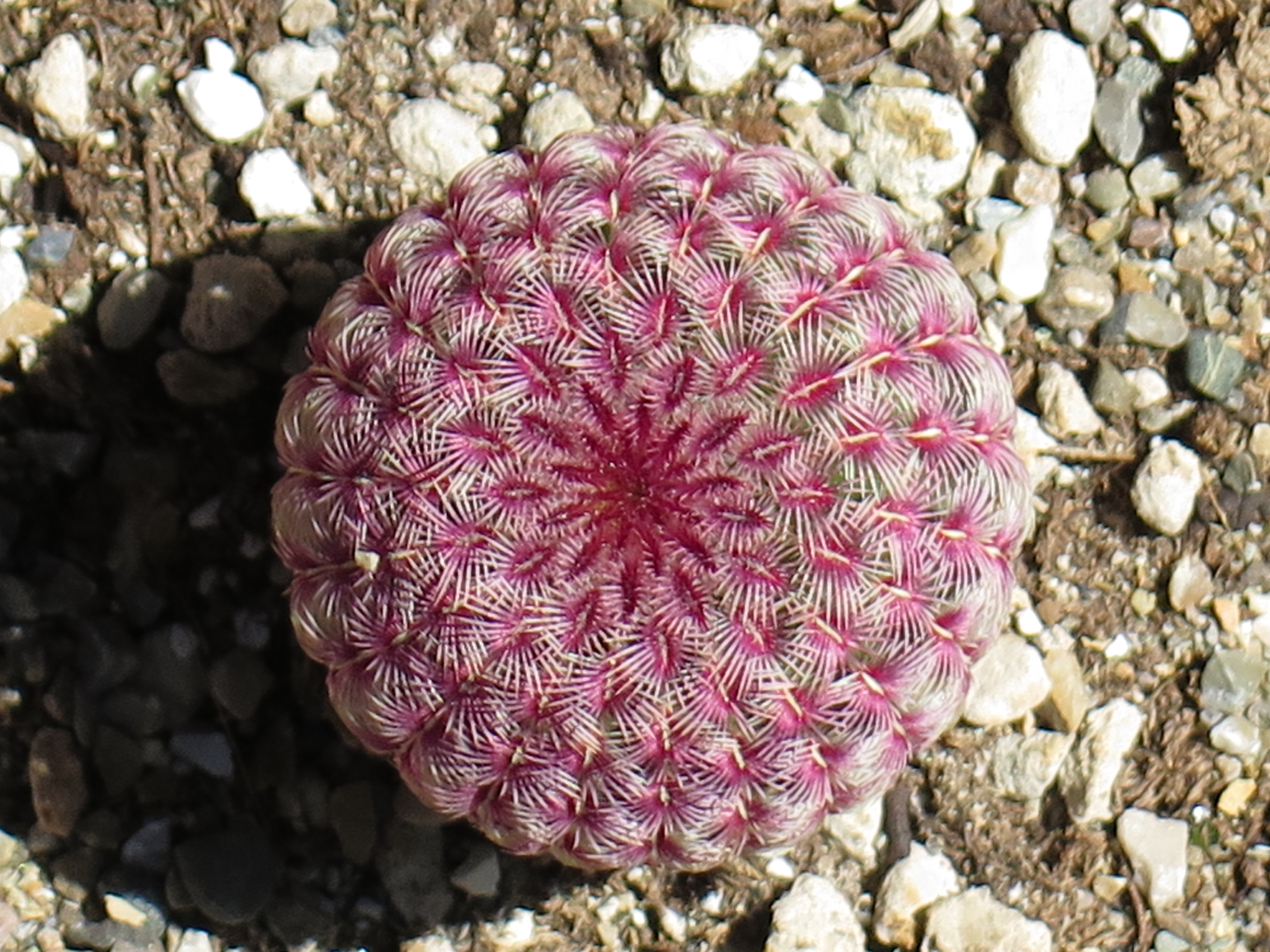